# Peter Frischknecht
Peter Frischknecht (Uster, cantó de Zúric, 12 de març de 1946) és un ciclista suís, professional entre 1969 i 1984. Especialista en ciclocròs, en el seu palmarès destaquen dos campionats nacionals de l'especialitat i set medalles als Campionats del món de ciclocròs, quatre de plata, el 1968, 1976, 1977 i 1978 i tres de bronze, el 1967, 1974 i 1975. És el pare del també ciclista Thomas Frischknecht.

## Palmarès
- 1974
  -  Campionat de Suïssa de ciclocròs
- 1978
  -  Campionat de Suïssa de ciclocròs